# Xenodon severus
Espèce
Synonymes
- Coluber severus Linnaeus, 1758
- Coluber breviceps Shaw, 1802
- Coluber versicolor Merrem, 1820
- Coluber saurocephalus Wied, 1824

Xenodon severus, le Xénodon à monocle, est une espèce de serpents de la famille des Dipsadidae.

## Répartition
Cette espèce se rencontre :
- en Guyane ;
- dans le sud du Venezuela ;
- dans le sud-est de la Colombie ;
- dans l'est de l'Équateur ;
- dans le nord-est de la Bolivie ;
- au Brésil dans les États de Pará et d'Amazonas ;
- au Pérou dans les régions d'Amazonas, de Cuzco, de Huánuco, de Junín, de Loreto, de Madre de Díos, de Pasco, de San Martín et d'Ucuyali.

## Description
C'est un serpent ovipare.

## Publication originale
- Linnaeus, 1758 : Systema naturae per regna tria naturae, secundum classes, ordines, genera, species, cum characteribus, differentiis, synonymis, locis, ed. 10 (texte intégral).